# Jezdecké potřeby

## Potřeby pro koně
- čabraka (nasazuje se na uši a chrání před mouchami)
- pokrývka (deka, chránící proti zimě, vlhku, chladu)
- kamaše / bandáže (chrániče na holeň koně, používané zejména na přepravu)
- strouháky – chrániče na klouby koně, používané při jeho práci
- ohlávka – obdoba uzdečky, bez udidla (kousku kovu v hubě koně), používána k uvazování, vodění, pro koně pohodlnější
- bandáže
- zvony

### Postroje a vybavení pro obsedlání
- sedlo
- uzdečka (u většiny lidí známá jako uzda, postroj na hlavě koně sloužící k ovládání, nikoliv pro získání rovnováhy!)
- vodítko
- voltiž
- podbřišník
- podsedlové dečky
- třmeny
- otěže

### Postroje a vybavení pro zápřah
- chomout / jho
- klapky na oči

## Vybavení pro péči o koně
- čištění
  - rýžový (tvrdý) kartáč
  - jemný kartáč
  - kovové hřbílko (na zaschlé nečistoty na srsti nebo čištění jemného kartáče)
  - gumové hřbílko (na zaschlé nečistoty na srsti)
  - stájový hadřík (na vytírání srsti u koní, aby byla lesklá)
  - kopytní háček (na nečistoty v kopytě, existuje i s kartáčkem pro důkladnější vyčištění)
  - malý kartáček (na vnější část kopyt, aby byli čisté před namazáním mazadlem na kopyta)
  - 3× houba (na oči, nozdry a konečník)
  - hřeben nebo plastový kartáč (na hřívu a ocas)
  - stěrka na vodu (na setření vody ze zmoklého koně)
  - mazadlo na kopyta (udržuje kopyto zdravé)

## Potřeby pro jezdce
- bičík (rajtštok)
- ostruhy (šporny – kovový nástavec na patu boty, díky níž lze důrazněji pobídnout – pouze pro zkušené jezdce)
- jezdecký oděv
  - helma
  - boty (vysoké nebo nízké – tzv. perka)
  - chapsy (chrániče holeně)
  - kalhoty (rajtky)
  - vesta/páteřák
  - rukavice
  - sako (na drezuru a parkur)